# ويليام توماس (لاعب هوكي الجليد)
ويليام توماس (بالإنجليزية: Bill Thomas)‏ (و. 1983  م) هو لاعب هوكي الجليد أمريكي، ولد في بيتسبرغ، مركز لعبه هو جناح ‏.

## التعليم
تعلم في جامعة نبراسكا أوماها ‏.

## روابط خارجية
- ويليام توماس على موقع دوري الهوكي الوطني (الإنجليزية)
- ويليام توماس على موقع دوري الهوكي للقارات (الإنجليزية)
- ويليام توماس على موقع EliteProspects.com (الإنجليزية)
- ويليام توماس على موقع Eurohockey.com (الإنجليزية)
- ويليام توماس على موقع HockeyDB.com (الإنجليزية)
- ويليام توماس على موقع Hockey-Reference.com (الإنجليزية)